# Primi poemetti
(G. Pascoli, introduzione ai Primi poemetti)
I Primi poemetti sono una raccolta poetica di Giovanni Pascoli. Originariamente pubblicata col titolo di “Poemetti”, venne ribattezzata nella terza edizione del 1904, per essere distinta dai “Nuovi poemetti”.
Le poesie che costituiscono il nucleo fondante della raccolta erano già state ultimate nel 1897. La seconda edizione dei Poemetti risale al 1900, ed è il frutto di rielaborazioni e aggiunte. La quarta edizione, del 1904, è la definitiva.
Il motto che introduce la raccolta, come in Myricae e nei Canti di Castelvecchio, è tratto dalla quarta bucolica di Virgilio e recita: «Paulo maiora» (“Qualcosa di più grande”), a indicare la differenza di intenti rispetto alle precedenti raccolte e la focalizzazione su oggetti e tematiche che talvolta esulano dall'«humilitas» e abbracciano la filosofia.
Pascoli riprende e amplia i temi portanti della sua poetica, dando vita a una raccolta più organica, che il critico Giorgio Bàrberi Squarotti ha definito «romanzo georgico». Quasi tutti i componimenti sono unificati dalla stessa cornice. I personaggi si muovono su uno sfondo agreste, tra contadini che si svegliano all'alba per la semina e campane che suonano l'Avemaria serotina.
La raccolta è dedicata a Maria Pascoli, sorella del poeta, ed è espressamente presentata come un «invito alla campagna».

## Struttura
I Primi poemetti constano di quattro capitoli.
La “Sementa” descrive la vita di una raccolta famigliola di campagna. È il periodo della semina e i grilli rimpiangono l'estate. Ai primi albori i contadini si accingono ai loro lavori sotto gli sguardi delle stelle. Il paesaggio pascoliano è umile, lontano dall'“Arcadia” cantata da Virgilio, scevro di artifici e idealizzazioni. È probabile che le due sorelle, protagoniste della “Sementa", siano i riflessi letterari di Maria e Ida Pascoli. Si notano gli influssi omerici nell'epiteto affibbiato a Rosa «dalle bianche braccia», che nell'Iliade e nell'Odissea designava Giunone e Nausicaa. Il primo capitolo della raccolta è suddiviso in nove componimenti (“L'alba”, “Nei campi”, “Per casa”, “Il desinare”, “L'angelus”, “Il cacciatore”, “La cincia”, “L'avemaria”, “L'usignolo”) con schema metrico pressoché fisso.
“Il bordone e l'aquilone” contiene forse le più note poesie della raccolta (tra cui Il soldato di San Piero in campo, Digitale purpurea, Il vischio, Suor Virginia, L'aquilone), pervase da uno stesso senso di abbandono e malinconia connessi col ricordo.
Ne “L'accestire”, protagonista ancora una volta è la famiglia di contadini lucchesi. Vengono descritti ancora momenti caratteristici di vita rustica. È il capitolo della raccolta in cui l'attaccamento del poeta al «nido» e alla campagna si fa più evidente. Dei nove componimenti presenti, “La siepe” è probabilmente il più conosciuto.
Ne “I due fanciulli e i due orfani” la poetica di Pascoli raggiunge il suo apice, quantunque alcune delle poesie contenutevi siano state oggetto di critiche da parte di Benedetto Croce e di Emilio Cecchi. Pregno di reminiscenze leopardiane, il quarto capitolo è suddiviso in tredici componimenti nei quali il poeta si interroga sul senso della vita e sul fine ultimo dell'umanità. L'universo pascoliano, immerso in un clima visionario, si carica di immagini che assurgono a simboli. Tra le poesie migliori annoveriamo “Il libro” e “Nella nebbia”.
La raccolta si chiude con un ampio poemetto, diviso in due canti, costituito da 450 versi e intitolato Italy. Fu composto nel 1904 e pubblicato nella terza edizione dei Poemetti. Le vicende narrate sono ispirate a un fatto reale: Ghita e Beppe, due fratelli emigranti, tornano dall'America nella Garfagnana, a Caprona, località vicina a Castelvecchio di Barga, portando con sé la nipotina Molly, che è inizialmente restia ad abbandonare la casa natia. Per la fitta presenza di termini anglofoni, il poemetto venne criticato severamente da Benedetto Croce, che lo definì “quell'orrida Italy”. “Italy” va invece considerata una notevole sperimentazione dal punto di vista linguistico; nelle note alla raccolta, Pascoli chiarisce la pronuncia di talune espressioni, come “flavour”, “never”, “steamer” e “buy images” e conclude dicendo: «Quanto alle rime con Italy, mi difenda, se accade, Shelley che rima, per esempio, she con poesy e die con purity (The Witch of Atlas!).»

## Adattamenti
- Carlo Deri: Italy (2003), ciclo di 6 liriche cameristiche per canto e pianoforte sul testo dell'omonimo poemetto di Giovanni Pascoli[1]; prima esecuzione: serata inaugurale della stagione concertistica del 49º Festival Puccini di Torre del Lago, 2003; prima esecuzione in forma scenica: Pisa, Teatro Verdi, 2006.[2]

## Edizioni
- Primi Poemetti, a c. di Nadia Ebani, Fondazione Pietro Bembo / Ugo Guanda Editore, 2005 (1ª ed., 1997)